# Коловорот (простий механізм)

Схема коловорота

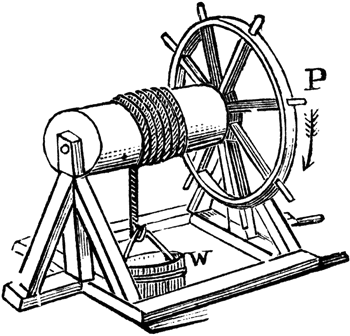
Коловорот колодязя — широко відомий приклад застосування механізму коловорота.

Коловорот або ко́рба, во́рот — це один із шести простих механізмів, конструкція якого була визначена кресленнями, виконаними науковцями доби Відродження за грецькими текстами на технологічну тематику. Основою конструкції коловорота в цілому вважають колесо, закріплене на (осьовому валу) таким чином, що ці дві деталі рухаються разом та передають механічну енергію одна одній. У цій конфігурації — спеціальний шарнір або вальниця підтримують обертальний рух вала.
Герон Александрійський визначав коловорот як один із п'яти простих механізмів, що використовуються для піднімання вантажів. Його також інтерпретують як різновид лебідки, яка складається зі шківа, з'єднаного з циліндричним валом, що забезпечує наявність передатного відношення, необхідного для намотування мотузки та піднімання вантажу, наприклад, відра води з колодязя.
Така система є різновидом важеля, із навантаженням, спрямованим по дотичній до поверхонь колеса та осьового вала, урівноважених навколо шарніра, який виконує роль точки опори. Тому передатне відношення коловорота — це співвідношення відстаней від точки опори до місць докладання сили або навантаження, що в даному випадку відповідає співвідношенню радіальних вимірів колеса та осьового вала.

## Історія

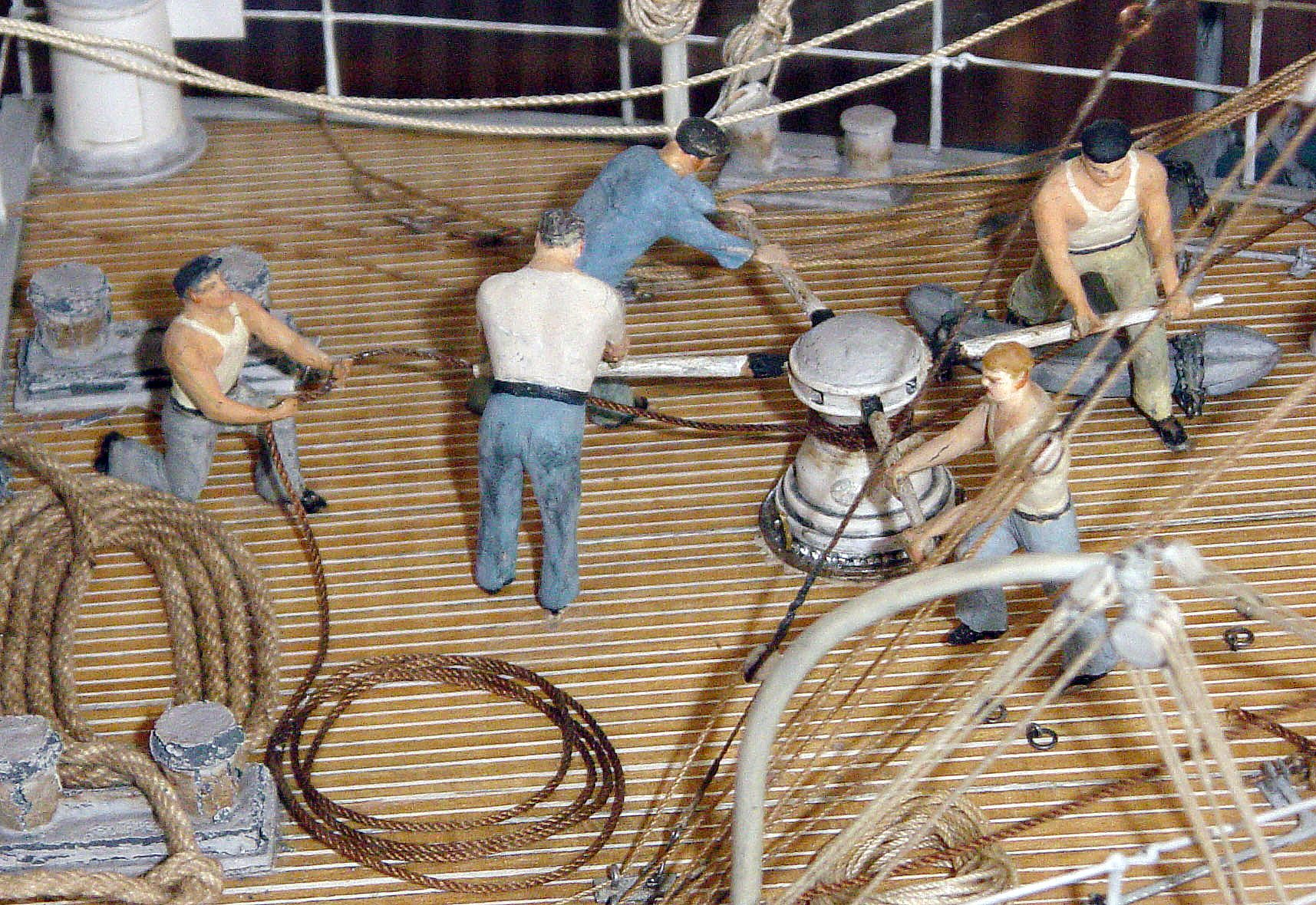
Бруси, вставлені у кабестан, забезпечують механізмові коловорота необхідне передатне відношення для підйому якоря.

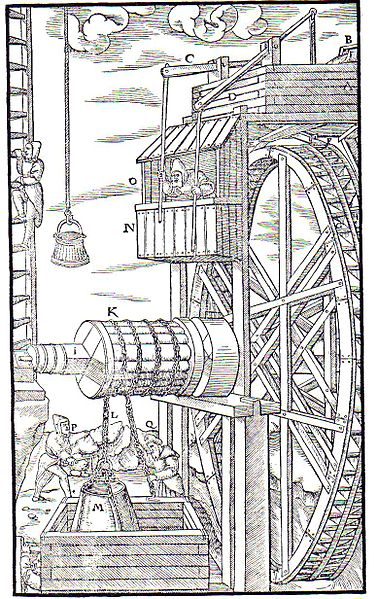
Водяне колесо приводить в рух мотузкову лебідку для підйому вантажів у середньовічному гірництві.

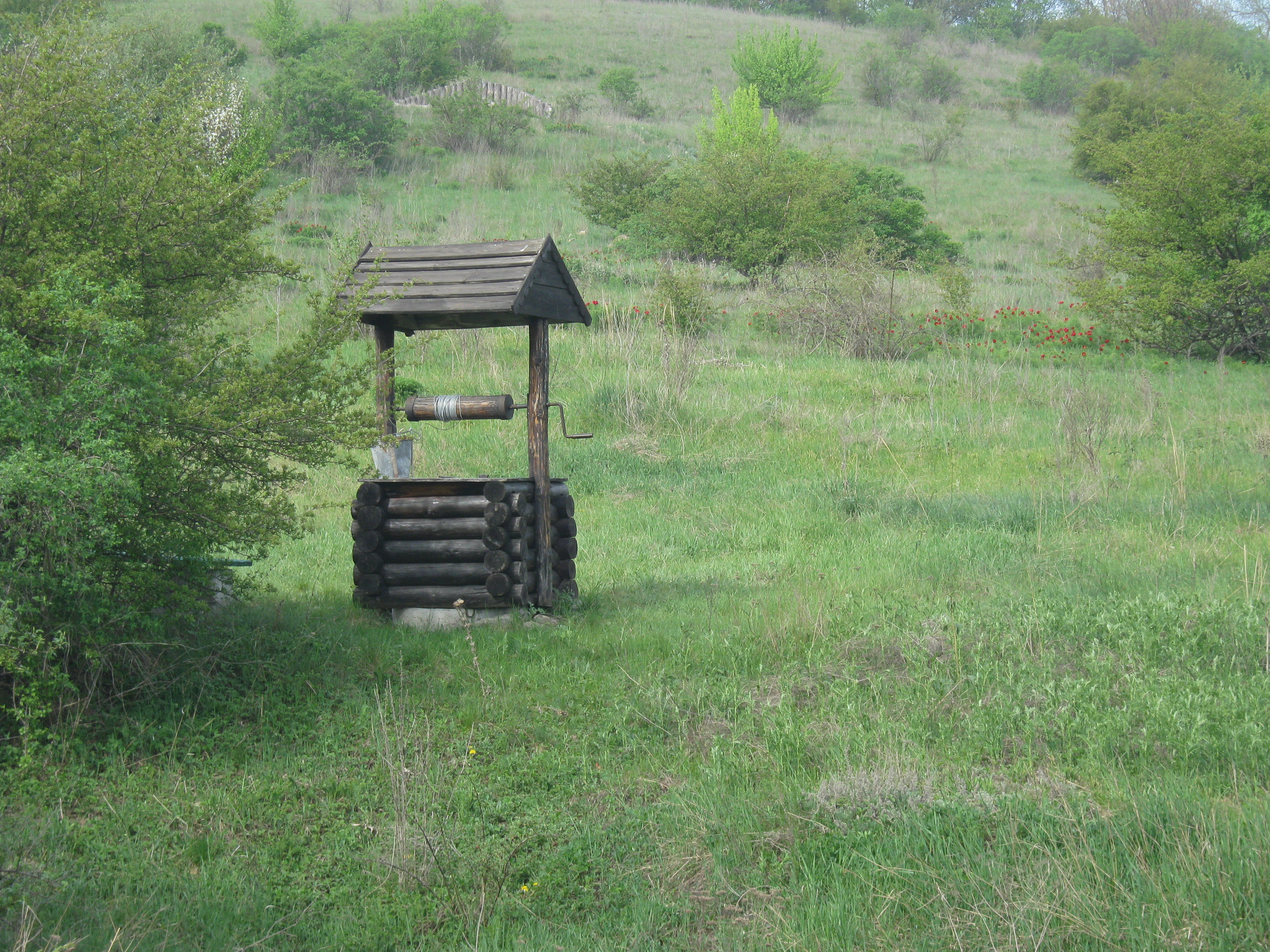
Криниця з коловоротом

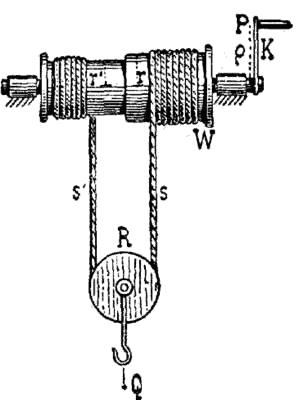
Коловорот з блоком

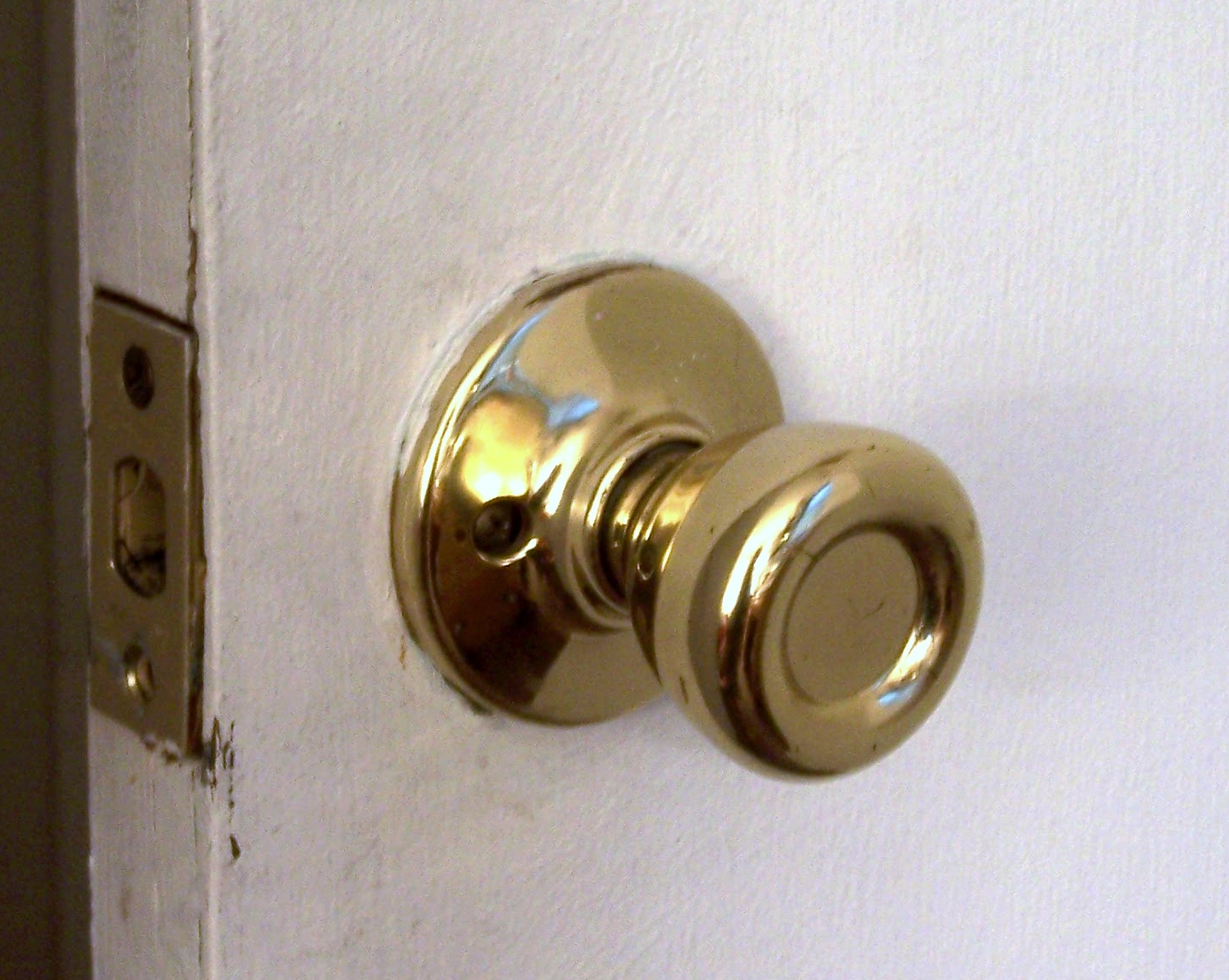
Коли повернути таку дверну ручку, то всередині механізму повернеться і маленький вал, призначений відтягувати язичок замка.

Найдавнішим чітко датованим зображенням колісного транспортного засобу є  (віз — чотири колеса, дві осі) зображення на вазі з Броноцице — керамічній вазі ще з 3635-3370 рр. до н. е., знайденій під час розкопок у поселенні археологічної культури лійчастого посуду на півдні Польщі.
Найстаріший відомий приклад дерев'яного колеса та його осьового вала був знайдений у 2002 році на люблянських болотах, за якихось 20 км на південь від Любляни, столиці Словенії. Відповідно до результатів радіовуглецевого датування, цьому колесу-коловороту — від 5100 до 5350 років. Колесо було виготовлене з ясена та дуба і мало радіус 70 см та осьовий вал довжиною у 120 см, виготовлений із ясена.

## Передатне відношення
Простий механізм під назвою коловорот — це поєднання двох дисків або циліндрів із різними діаметрами, змонтованих таким чином, що вони обертаються разом навколо однієї осі. Сила, яка прикладається до країв цих двох дисків або циліндрів — забезпечує необхідне передатне відношення. У випадку застосування такого механізму як колеса транспортного засобу — менший циліндр є одночасно осьовим валом та віссю самого колеса, але при використанні у лебідці, брашпилі або інших схожих пристроях (див. зображення середньовічного гірничого підйомника справа) менший циліндр може бути відокремленим від додаткового осьового вала, закріпленого на вальницях.
Зважаючи на те, що колесо та осьовий вал не розсіюють та не зберігають в собі енергію, — потужність, яка генерується силою, прикладеною до колеса, повинна дорівнювати вихідній потужності вала. Оскільки весь механізм коловорота обертається навколо вальниць, крайні периферійні точки, або просто — краї колеса — рухаються швидше, аніж периферійні точки, або краї (кола) осьового валу. Тому ефективне зусилля, яке прикладається до країв колеса є меншим, аніж сила, яка діє на коло вала, адже потужність — це результат сили й швидкості.
Нехай a та b — це відстані від центра вальниці до країв колеса A та осьового валу B відповідно. Якщо до країв колеса прикладається сила FA, тоді як сила FB — є вихідною на колі осьового валу, то відношення між швидкістю точок на краях колеса A та валу B можна виразити як a/b. Таким чином відношення вихідної сили до вхідної, або передатне відношення коловорота — можна визначити за формулою:
{\displaystyle MA={\frac {F_{B}}{F_{A}}}={\frac {a}{b}}.}
де
MA = передатне відношення (англ. Mechanical Advantage)
Передатне відношення такого простого механізму як коловорот — вираховується як відношення сили опору до прикладеного зусилля. Чим більшим є результат цього відношення, тим більшим є множник отримуваної сили (крутного моменту) або пройденої відстані. Змінюючи радіус колеса або осьового валу, можна досягти будь-якого значення передатного відношення. Таким чином, розмір колеса (більшого диску або циліндра) можна збільшити настільки, що користуватися ним стане незручно. В такому випадку зазвичай використовується ціла система комбінацій коліс та коліщат (часто — зубчастих, тобто шестерень). Оскільки коловорот є різновидом важеля, система з декількох коловоротів є чимось на зразок складаного важеля.

### Ідеальне передатне відношення
Ідеальне передатне відношення коловорота визначається за такою формулою:
{\displaystyle I.M.A.={\frac {Radius_{Wheel}}{Radius_{Axle}}}}
де
I.M.A. = ідеальне передатне відношення (англ. Ideal Mechanical Advantage)
RadiusWheel = радіус колеса.
RadiusAxle = радіус вала.

### Дійсне передатне відношення
Дійсне передатне відношення коловорота визначається за такою формулою:
{\displaystyle A.M.A.={\frac {R}{E_{actual}}}}
де
A.M.A. = дійсне передатне відношення (англ. Actual Mechanical Advantage)
R = сила опору, тобто, вага відра з водою у випадку коловорота колодязя.
Eactual = дійсне прикладене зусилля — сила, необхідна для того, аби повертати колесо.

## Практичне застосування
Застосовується в ручних підіймальних пристроях, наприклад, для підняття відер з криниць, колись широко вживався на будівництві й шахтарстві. Конструкції деяких облогових машин і середньовічних потужних арбалетів часто передбачали їх зведення коловоротом. Принцип цього простого механізму використовується в інструменті для свердління, який теж називається коловоротом.